# Formula–3 Euroseries
A Formula–3 Euroseries egy európai junior formaautó-versenysorozat, 2003-ban alakult a Francia Formula–3-as bajnokság és a Német Formula–3-as bajnokság egyesülésével.
A 2008-as Formula–1-es bajnok Lewis Hamilton nyerte a 2005-ös F3 Euroseries bajnokságot. A 2006-os bajnok Paul di Resta mellett több későbbi Formula–1-es versenyző is megfordult a Formula–3 Euroseries sorozatban, köztük Sebastian Vettel, Romain Grosjean, Nico Hülkenberg. 2012-ben a sorozat megszűnt és kisebb átszervezéseket követően Formula–3 Európa-bajnokság néven folytatódott.

## Pontozási rendszer
Az első versenyen az első nyolc helyezett kap pontot, 10 pont jár a győzelemért. Egy bónusz pontot kap az időmérő edzés legjobbja. A második versenyen az első hat helyezett kap pontot, a győztesnek 6 pont jár.
| F3 Euroseries pontozási rendszer | F3 Euroseries pontozási rendszer | F3 Euroseries pontozási rendszer | F3 Euroseries pontozási rendszer | F3 Euroseries pontozási rendszer | F3 Euroseries pontozási rendszer | F3 Euroseries pontozási rendszer | F3 Euroseries pontozási rendszer | F3 Euroseries pontozási rendszer |
|                                  | 1.                               | 2.                               | 3.                               | 4.                               | 5.                               | 6.                               | 7.                               | 8.                               |
| -------------------------------- | -------------------------------- | -------------------------------- | -------------------------------- | -------------------------------- | -------------------------------- | -------------------------------- | -------------------------------- | -------------------------------- |
| 1. verseny                       | 10                               | 8                                | 6                                | 5                                | 4                                | 3                                | 2                                | 1                                |
| 2. verseny                       | 6                                | 5                                | 4                                | 3                                | 2                                | 1                                |                                  |                                  |

## Bajnokok
| Év   | Bajnok                              | Második            | Harmadik           | Bajnok csapat   |
| ---- | ----------------------------------- | ------------------ | ------------------ | --------------- |
| 2003 | Ryan Briscoe (Prema Powerteam)      | Christian Klien    | Olivier Pla        | ASM Formule 3   |
| 2004 | Jamie Green (ASM Formule 3)         | Alexandre Prémat   | Nicolas Lapierre   | ASM Formule 3   |
| 2005 | Lewis Hamilton (ASM Formule 3)      | Adrian Sutil       | Lucas di Grassi    | ASM Formule 3   |
| 2006 | Paul di Resta (ASM Formule 3)       | Sebastian Vettel   | Kohei Hirate       | ASM Formule 3   |
| 2007 | Romain Grosjean (ASM Formule 3)     | Sébastien Buemi    | Nico Hülkenberg    | ASM Formule 3   |
| 2008 | Nico Hülkenberg (ART Grand Prix)    | Edoardo Mortara    | Jules Bianchi      | ART Grand Prix  |
| 2009 | Jules Bianchi (ART Grand Prix)      | Christian Vietoris | Valtteri Bottas    | ART Grand Prix  |
| 2010 | Edoardo Mortara (Signature)         | Marco Wittmann     | Valtteri Bottas    | Signature       |
| 2011 | Roberto Merhi (Prema Powerteam)     | Marco Wittmann     | Daniel Juncadella  | Prema Powerteam |
| 2012 | Daniel Juncadella (Prema Powerteam) | Pascal Wehrlein    | Raffaele Marciello | Prema Powerteam |